# Čelčice
Čelčice – gmina w Czechach, w powiecie Prościejów, w kraju ołomunieckim. Według danych z dnia 1 stycznia 2012 liczyła 540 mieszkańców.
W miejscowości jest przystanek kolejowy Čelčice.